# Salvador García Muñoz
Salvador García Muñoz (Lorcha, 1868 - Orán, 1946) fue un médico y político socialista español.
En 1903 se especializó en cirugía y fue director del Hospital Civil de Oliver, en Alcoy. Militante del Partido Socialista Obrero Español, fue candidato al Congreso las elecciones de 1933, pero no fue elegido. Sí lo fue en las de 1936, encuadrado en las listas del Frente Popular por la circunscripción electoral de Alicante.
En los primeros momentos de la guerra civil española, junto con el alcalde de Alcoy, Evaristo Botella Asensi, fue uno de los artífices del fracaso de la sublevación del regimiento de Vizcaya. Después fue presidente del Monte de Piedad de Alcoy e inspector de Hospitales de Sangre. Fue uno de los asistentes a la última sesión de las Cortes republicanas en el Castillo de Figueras y después se exilió en Orán, donde trabajó como médico en el barrio de Gambetta. Las autoridades franquistas lo condenaron a 4 años de indemnización, confiscación de bienes y una multa de 5.000 pesetas.